# Анна Каріма
Анна Каріма (болг. Анна Карима; нар. 1871, Бердянськ — пом. 6 березня 1949, Софія — болгарська письменниця з української Таврії.

## Біографія
Народилася в 1871 в Бердянську в сім'ї революціонера Тодора Велкова. Закінчила середню школу в Софії. У 1888 вона вийшла заміж за Янко Саказова, з яким пізніше розлучилася. Від цього шлюбу мала трьох дітей.
Уже в молодості Каріма захопилася літературною діяльністю. Пише розповіді, романи. Її перша повість «Звичайна історія» була надрукована в журналі «День» у 1891. З 1892 по 1895 редагувала журнал «Свято». На сцені Національного театру ставляться її п'єси «Скип», «Загублене життя» та «Над стіною».
Каріма також проявляла себе в суспільних справах, борючись за рівність жінок у суспільстві. 1897 заснувала жіноче просвітницьке товариство «Свідомість». 1901  ініціатор створення та першим президентом Болгарського Союзу жінок.
1916 відкрила в Софії першу комерційну школу для дівчат. Під час воєн 1912–1918 займається благодійністю. Сприяє створенню сирітського притулку. 1917 редагувала газету «Булгарка».
1930 редагувала газету «Повик».
Померла 1949 в готелі «Славянска Беседа» в Софії.

## Бібліографія

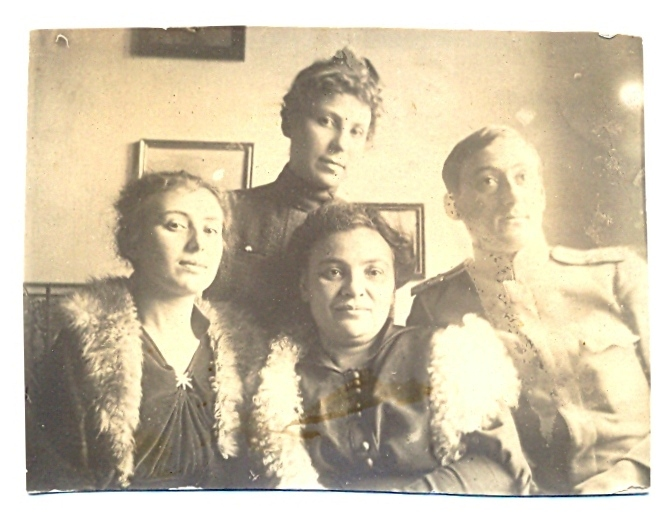
Анна Каріма з дітьми: Евеліною, Надією та Іваном, 1917

### Романи
- 1933 — «Голгота»
- 1935 — «Ирина»

### Повісті
- 1908 — «За свободата»

### П'єси
- 1901 — «Подхлъзна се»
- 1907 — «Загубен живот»
- 1912 — «Над зида»
- 1931 — «За свобода»